# Plexippus incognitus
Plexippus incognitus là một loài nhện trong họ Salticidae.
Loài này thuộc chi Plexippus. Plexippus incognitus được Dönitz & Embrik Strand miêu tả năm 1906.